# أمبروسيوس السكندري
كان أمبروسيوس السكندري (قبل 212 - 250 بعد الميلاد) صديقًا لعالم اللاهوت المسيحي أوريجانوس. جذبت أمبروسيوس شهرة اوريجانوس كمدرس، وزار مدرسة الأسكندرية في العام 212. قبل معرفته بأوريجانوس، كان أمبروسيوس غنوصي، فالانتينياني ومرقيوني، ولكن من خلال تعليم وإرشاد أوريجانوس، أمبروسيوس رفض الغنوصية مع الوقت وأصبح رفيق اوريجانوس المستمر، وعُينَ كشماس. كان حريص بسؤال أوريجانوس باستمرار، وحثه على كتابة تعليقاته وتفسيراته على أسفار الكتاب المقدس، وكرجل نبيل ثري وعضو للحاشية الملكية آنذاك الوقت، زود معلمه، اوريجانوس، بالكتب لدراساته والأمناء لتخفيف أعماله الكتابية.
عانى أمبروسيوس أثناء الاضطهاد تحت إمبراطور ماكسيمينوس ثراكس الروماني في عام 235 م  لاحقاً، تم إطلاق سراحه وتوفي. آخر ذكر لأمبروسيوس في السجل التاريخي هو في كتاب أوريجانوس باسم كونترا سيلسوم، الذي كتبه أوريجانوس لطلب أمبروسيوس.
يتحدث أوريجانوس عن أمبروسيوس بمودة على أن أمبروسيوس كان رجل تعليم ذو أذواق علمية وأدبية ممتازة. جميع أعمال أوريجانوس المكتوبة بعد 218 مكرسة لأمبروسيوس، بما في ذلك أعماله بالأسماء التالية: حول الاستشهاد ، و كونترا سيلسوم ، و التعليق على إنجيل القديس يوحنا ، و في الصلاة. فُقدت رسائل أمبروسيوس إلى أوريجانوس (التي أشاد بها جيروم)، مع ذلك يوجد جزء واحد من رسالة كان أرسلها أمبروسيوس إلى أوريجانوس.

## تبجيل
يُبجل أمبروسيوس كقديس في بعض فروع المسيحية. يصادف يوم عيده في الكنيسة الكاثوليكية يوم 17 مارس.